# Crkva sv. Ivana Krstitelja u Buševcu
Crkva sv. Ivana Krstitelja je katolička crkva u naselju Buševec koje je u sastavu grada Velika Gorica i zaštićeno kulturno dobro

## Opis dobra
Drvena crkva podignuta je u naselju uz glavnu cestu i orijentirana u pravcu sjeverozapad – jugoistok. Tlocrt čine prostrana pravokutna lađa i uže, izduženo svetište trostranog zaključka te kvadratna sakristija uz sjevernu stranu. Iznad glavnog pročelja je drveni toranj sa stožastom kapom, pokriven šindrom. Zidovi crkve izvedeni su od hrastovih platica, a unutrašnje plohe obložene su oplatom od jelovih dasaka. Svetište je dio starije crkve iz 1668. g., a lađa i zvonik sagrađeni su 1768. g. Unutrašnjost je oslikana, a posebno je vrijedno pučko barokno slikarstvo 17. stoljeća na drvenoj oplati svetišta. Glavni oltar je djelo radionice M. Komersteinera iz sredine 18. st.

## Zaštita
Pod oznakom Z-2911 zavedena je kao nepokretno kulturno dobro - pojedinačno, pravna statusa zaštićena kulturnog dobra, klasificirano kao "sakralna graditeljska baština".